# Weingut Dr. Crusius
Das Weingut Dr. Crusius ist ein Weingut in der Gemeinde Traisen im deutschen Weinbaugebiet Nahe, das von Rebecca Crusius in 14. Generation geführt wird. Das Weingut ist seit 1984 Mitglied im Verband Deutscher Prädikatsweingüter (VDP). Jährlich werden rund 180.000 Flaschen Wein produziert, neben trocken ausgebautem Wein auch verschiedene edelsüße Weine und Sekt.

## Geschichte
Die Familie betreibt seit 1576 Weinbau im Nahetal. Das Gutsgebäude in Traisen stammt von 1888 und hat einen sehenswerten Gewölbekeller.

## Lagen
Die Weinberge umfassen 30 Hektar Rebfläche in Niederhausen, Norheim, Schloßböckelheim, Bad Münster am Stein und Traisen. Sie sind zu 55 Prozent mit Riesling, dem die Spitzenlagen Traiser Bastei, Schlossböckelheimer Felsenberg, Schlossböckelheimer Kupfergrube, Norheimer Kirschheck und Niederhäuser Felsensteyer vorbehalten sind, 35 Prozent Weißburgunder und den verbleibenden 10 Prozent mit weiteren Sorten bestockt (u. a. Müller-Thurgau, Spätburgunder und andere Burgundersorten wie Frühburgunder und auch Schwarzriesling).

## Auszeichnungen
Der 2004er Traiser Bastei Riesling Spätlese Goldkapsel und der 2004er Traiser Rotenfels Auslese Goldkapsel sind VDP-Versteigerungsweine.
2005 wurde das Weingut von Wein-Plus mit der Auszeichnung „Kollektion des Jahres“ bedacht.
In der 2018 Ausgabe des Vinum Weinführers wurde das Weingut Dr. Crusius mit der Auszeichnung WINZER DES JAHRES DES GEBIETES NAHE bedacht.
Stuart Pigott für James Suckling: 2023er Traiser BASTEI Riesling trocken VDP.GROSSES GEWÄCHS - 98/100 Punkten
"Are you strong enough for this giant of minerality? Immense crushed rock character is married to a sensational spectrum of fruit that ranges from white peaches to passion fruit to pink grapefruit. Only medium-bodied, but so strong, deep and complex."
- 4 Sterne Eichelmann Weinführer 2024
- 4,0 Sterne Vinum Weinführer 2025
- 4 Sterne Falstaff Wein Guide 2024